# Promocija zdravja na delovnem mestu
Promocija zdravja na delovnem mestu obsega skupna prizadevanja delodajalcev, zaposlenih in družbe za izboljšanje zdravja in dobrega počutja ljudi pri delu. Ta definicija je navedena v Luksemburški izjavi (Luxemburg declaration), ki jo je leta 1997 sprejela Evropska mreža za promocijo zdravja pri delu. 
Vizija promocije zdravja pri delu so zdravi ljudje v zdravih organizacijah. Zajema skup dejavnosti, s katerimi skušamo v organizaciji večati vire za izboljševanje zdravja in dobrega počutja delovne sile in preprečevati slabo zdravje zaposlenih (vključno z boleznimi, povezanimi z delom, nezgodami, poškodbami, poklicnimi boleznimi in stresom). Gre za dejavnosti, s katerimi na podlagi sprejete strategije v podjetju izboljšujemo zdravje tako, da spreminjamo okolje (fizično in socialno) in vedenja (npr. uporaba drog, nezdrava prehrana). Zdravje in blaginjo delavcev lahko dosežemo s kombinacijo izboljšav pri organizaciji dela in v delovnem okolju, promocije dejavnega sodelovanja in spodbujanja osebnega razvoja. 
V 21. stoletju se svet dela sooča s problemi globalizacije, brezposelnosti, naraščajočo uporabo informacijske tehnologije, spremembah na področju zaposlovanja (npr.: delo za določen čas, delo za skrajšan delovni čas, delo na daljavo), staranjem, naraščajočim pomenom storitvenega sektorja, naraščajočim število ljudi, ki delajo v majhnih in srednje velikih podjetjih ter usmeritvijo v uporabnike/stranke in upravljanjem kakovosti.  Predvsem daljša pričakovana življenjska doba in nižja stopnja rodnosti v sodobnem svetu oblikujeta demografske spremembe in posledično se evropska delovna sila stara. Evropska agencija za varnost in zdravje pri delu poroča, da do leta 2030 pričakujejo, da bodo starejši delavci (to so delavci stari 55-64 let) predstavljali že 30- ali še več- odstotni delež zaposlenih ljudi. 
Promocija zdravja na delovnem mestu je zakonsko obvezna, saj Zakon o varnosti in zdravju pri delu (ZVZD-1) v 32. členu navaja, da mora delodajalec »promocijo zdravja na delovnem mestu načrtovati ter zanjo zagotoviti potrebna sredstva, pa tudi način spremljanja njenega izvajanja.«  Koristi imajo tako zaposleni kot tudi delodajalci, saj vsak vložen evro v promocijo zdravja na delovnem mestu povrne 2,5–4,8 EUR.
Smernice za promocijo zdravja na delovnem mestu (Ministrstvo za zdravje, 2015) opredeljujejo poglavja:
- kaj je promocija zdravja na delovnem mestu, [4]
- proces izvajanja promocije zdravja na delovnem mestu, [4]
- začetek aktivnosti, [4]
- ocenjevanje potreb, [4]
- priprava načrta in programa, [4]
- izvajanje programa, [4]
- spremljanje in vrednotenje programa, [4]
- prilagoditev in posodobitev programa, [4]
- ponovna ocena potreb, [4]
- posebnosti za mikro podjetja, [4]
- posebnosti za samozaposlene, [4]
- načela izvajanja programa promocije zdravja in dobrega počutja. [4]

Pri izvajanju programa promocije zdravja in dobrega počutja pa je glede na Smernice potrebno biti pozoren na sledeča načela:

1. Programi promocije zdravja na delovnem mestu so komplementarni z zakonskimi zahtevami s področja varnosti in zdravja pri delu. [4]
2. Program je stroškovno učinkovit (in ne nujno drag). [4]
3. Vsebine programov naj izhajajo iz potreb zaposlenih. [4]
4. Program izvajajo zaposleni. [4]
5. Program je prostovoljen. Cilj je čim višja udeležba zaposlenih. [4]
6. Programi naj vključujejo ukrepe/aktivnosti usmerjene v organizacijo dela, delovno okolje in spremembe vedenj posameznika. [4]
7. Trajnost izvajanja promocije zdravja na delovnem mestu. [4]

## Slovenija
Analiza razmer v Sloveniji pokaže, da Slovenija žal predstavlja primer slabe prakse upravljanja z zdravjem in stresom na delovnem mestu v primerjavi z ostalimi državami Evropske unije.  To nam pokažejo tudi rezultati na sliki .

Leta 2014 je naša Obrtno-podjetniška zbornica naredila raziskavo o promociji zdravja na delovnem mestu pri malih delodajalcih. Obravnavali so tri kategorije podjetij: podjetja, ki imajo do 5 zaposlenih, podjetja, ki zaposlujejo do 10 delavcev, in podjetja z več kot 10 zaposlenimi. Izsledki raziskave so potrdili, da promocijo zdravja načrtujejo v manj kot polovici vprašanih podjetij. Med sodelujočimi je bilo razmeroma veliko takih, ki ne vedo, ali imajo izdelan načrt promocije zdravja. Pri odgovorih glede poznavanja in izvajanja zakonskih zahtev na področju varnosti in zdravja pri delu ni posebnih razlik glede na velikost podjetij, z izjemo pri delodajalcih, ki zaposlujejo do vključno 5 delavcev. Iz prejetih odgovorov bi na prvi pogled lahko sklepali, da je poznavanje in izvajanje zakonodaje na področju varnosti pri delu med vprašanimi razmeroma dobro, iz izkušenj pa bi temu težko pritrdili; bolj verjetno je, da vprašani ne želijo izpostaviti nepoznavanja in neizvajanja področne zakonodaje. Izkušnje pri delu z malimi delodajalci kažejo tudi na to, da posamezniki včasih celo menijo, da izpolnjujejo zahteve z minimalnim izvajanjem ali da za njih kot manjše delodajalce posamezne zahteve ne veljajo. Raziskava je pokazala, da delodajalci v okviru promocije zdravja delavcem nudijo večinoma cenejše karte za udeležbo na raznih športnih dejavnostih ali sofinanciranje udeležbe pri športnih aktivnostih. Preko osebnih stikov s podjetji smo prišli tudi do spoznanj, da delodajalci vidijo obveznost izvajanja promocije zdravja v času zaostrenih gospodarskih razmer predvsem kot dodatno obremenitev in strošek. Pogosto pa je izražen tudi pomislek o neodzivnosti sodelujočih. Velikokrat zgolj zaradi tega, ker nimajo dovolj informacij ali so te pomanjkljive ali celo napačne, ne vedo, kaj se od njih pričakuje, kaj lahko sami storijo ali morda že celo izvajajo. Pogosto pa se tudi na strani delavcev sliši, da je zdravje njihova zasebna stvar, ki je niso dolžni deliti z delodajalci, kar zagotovo drži, saj smejo delodajalci zaposlene le spodbujati k udeležbi pri aktivnostih promocije zdravja, v to prisiliti pa jih ne morejo.